# Радченко Микола Григорович
Микола Григорович Радченко (? — 11 листопада 1905) — юрист, мировий суддя по Глухівському повіту, Голова Дворянства по Глухівському повіту, Голова Глухівської повітової Земської Управи та Глухівський міський голова.

## Життєпис
Микола Радченко на початку 1860-х років володів родовим маєтком у хуторі Ніжинщина Борзенського повіту, що мав 200 десятин. Також він придбав 700 десятин землі у Глухівському повіті та 2000 десятин у Рильському повіті Курської губернії. Як і його брат Костянтин був юристом. Микола протягом 30 років був Мировим Суддею по Глухівському повіту, обирався Головою Дворянства по Глухівському повіту, Головою Глухівської повітової Земської Управи та Глухівським міським головою. Його брат Костянтин тривалий час обіймав посаду Пошти-Директора у Москві.

## Власність та громадська діяльність
19 січня 1865 року його тесть Андрій Андрійович Дергун підписав довіреність, за якою саме брат Костянтин мав скласти новий заповіт та знову розподілити власність між доньками Андрія Дергуна: Марією Туманською та Варварою Радченко. Використовуючи цю довіреність, свої юридичні знання та махінаторські здібності, 28 січня 1865 року Костянтин Радченко оголосив, що Марії Туманській залишається все майно, які вона раніше отримала, а Варвара Радченко після смерті батька успадковує все, що раніше належали їй навпіл з сестрою Тетяною, у місті Глухові, в селі Сваркове, селі Білокопитове та селі Клевень (Заруцьке). У селі Білокопитове та селі Клевень (Заруцьке) це були різного роду землі, сади, городи та огуменник, частка в крейдяній горі, шатковому будинку в селі Білокопитове, берегам по обидва боки річки Клевені, половинній частці греблі та млині на ній, так само в кам'яному одноповерховому будинку в селі Клевень (Заруцьке), з усіма меблями, різними речами і всіма службами. Натомість Варвара Радченко мала дозволити батькові доживати свої дні в його будинку в селі Клевень (Заруцьке), на початку кожного року видавати на утримання батька по 1000 рублів сріблом, для його обслуговування на його вибір надати йому 2-х осіб, для виїзду його з дому надавати йому пристойних коней і екіпаж, дім його і всі речі в ньому повинні були бути упорядковані і справні і все це повинно залишатися в його, Андрія Дергуна, розпорядженні до смерті. Так само Варвара повинна була доглядати його при наступаючих хворобах і літах, а після смерті повинна була внести 50 рублів сріблом до парафіяльної Білокопитівської церкви і помістити його тіло землі в усипальниці, в тій церкві. Після чого роздати 50 рублів сріблом на її розсуд бідним і для поминання його душі.
Після смерті батька Варвара Андріївна Радченко стала повновладною власницею більшої частини дачі села Білокопитове та половини дачі села Клевень (Заруцьке). Також Костянтин Григорович Радченко, який постійно жив у Москві і отримував величезну платню за своєю посадою, викупив у Варвари Миколаївни Шечкової дачі села Наумівка, що належали їй, разом з її часткою в крейдяній горі. Таким чином, родина Радченків стала основними землевласниками цих місць.
Співвласником володінь став Петро Бек, який 6 травня 1866 року в Курській Палаті Цивільного Суду придбав у вічне та спадкове володіння маєток у хуторі Заруцькому у Марії Михайлівни Бетхер за 4000 рублів сріблом. Крім маєтку у власності було 247 десятин лісової та сіножатної землі, залишки панського будинку з іншими садибними спорудами, огуменник, три шинки, млин на два постави, сукновальня, що приносила річного доходу 25 рублів сріблом, частка в крейдяній горі та половина власності в греблі, річці, що була при маєтку, криниці, а також городах і саду площею 5 десятин. Одразу після придбання маєтку та частини у крейдяній горі Петро Бек разом із Миколою Радченком, якому фактично належала решта крейдової гори, заснували у Заруцькому вапняний завод, який через деякий час став випалювати вапна до 25000 пудів на рік.
З самого свого заснування завод знаходився в оренді в Ізраїля Абрамовича Янпольського, який справно платив Беку і Радченку за оренду заводу. У цей же час з'явився олійний завод Радченка. Заклад було влаштовано у селі Клевень (Заруцьке) у маєтку власника при самій садибі. Будинок був дерев'яний, критий деревом, всередині 2 кімнати, загалом 36 аршин завдовжки і 16 завширшки. 1875 року Петро Бек заснував у Заруцькому винокурний Сергіївський завод № 109, який існував у маєтку до 1917 року.
Наприкінці 1870-х років гребля на річці Клевень, що належала власникам цих місць, пристойно застаріла та вимагала щорічного ремонту. Однак кошти майже не виділялись.
1879 році Микола Радченко у селі Білокопитове відкрив школу 2-го розряду. Завдяки займаній посаді та своєму впливу Радченко домігся, щоб ця школа повністю субсидувалася із бюджету Земської Управи.
У 1895 році за дачами села Наумівка пройшла вузькоколійна залізнична гілка Ворожба — Середина-Буда, що зв'язала Глухів із основними залізничними магістралями. У районі крейдової гори та вапнякового заводу було влаштовано станцію «Роз'їзд Заруцький», завдяки чому видобуток, виробництво та відвантаження крейди та вапна на Заруцькому заводі різко зросли. Станція займалася виключно відправкою вантажів, яких відпускалося до 125 пудів на рік. З проведенням через ці місцевості вузькоколійної гілки дорога, що проходила через село Клевень (Заруцьке), втратила своє значення і перетворилася з розряду поштових на путівець. Із заснуванням монополії заїжджі двори на селі були остаточно закриті, а проїзд греблею став зовсім незначний. До 1897 року гребель занепала. Сама гребля вже лежала нижче за рівень води, і вода затримувалася одним лише гребенем. Млин Петра Бека ще трохи діяв, а млин сім'ї Радченко повністю застарів і не приносив доходу. Щорічний ремонт греблі став не цікавим і не вигідним ні Земству, ні власникам. Останні, у випадку, якщо Земство побудувало б на цьому місці прогоновий міст, були навіть згодні позбутися своїх млинів на цій грублі, аби не вкладати щороку кошти в будматеріали на її ремонт, а нову вигоду розраховували отримати від сінокосів, що відкрилися від зменшення розливу води.

## Смерть
Микола Радченко помер 11 листопада 1905 року (де похований невідомо), його частина дач села Клевень (Заруцьке) та дачі села Білокопитове дісталися його синові Дмитру Миколайовичу Радченку.

## Родина
Дружина — Тетяна Андріївна Дергун.
Донька Анна — дружина Михайла Михайловича Аммосова (? — 1918).